# Bränntjärnen (Degerfors socken, Västerbotten, 715181-168892)
Bränntjärnen är en sjö i Vindelns kommun i Västerbotten och ingår i Umeälvens huvudavrinningsområde.